# Algodonales
Algodonales ist eine spanische Stadt im Nordosten der Provinz Cádiz in Andalusien ca. 115 km von der Provinzhauptstadt Cádiz entfernt.
Die Nachbargemeinden sind Zahara de la Sierra und Olvera. Die Stadt liegt in der Sierra de Cádiz, genauer in der Sierra de Lijar zwischen den Flüssen Rio Guadalete und Rio Guadalporcún. Algodonales bildet außerdem den nördlichen Zugang zur Sierra de Grazalema.
Die Stadt lebt hauptsächlich von der Landwirtschaft und dem ländlichen Tourismus. Algodonales ist vor allem wegen des hügeligen Umlandes bei Gleitschirm-Sportlern beliebt. In der Stadt werden außerdem Gitarren hergestellt und es gibt ein bekanntes Olivenöl.
Algodonales liegt an der Ruta de los Pueblos Blancos, einer Landstraßenstrecke durch verschiedene sogenannte weiße Dörfer Andalusiens.

## Sehenswürdigkeiten
- Pfarrkirche Santa Ana, 1784 erbaut
- Ermita de la Virgencita

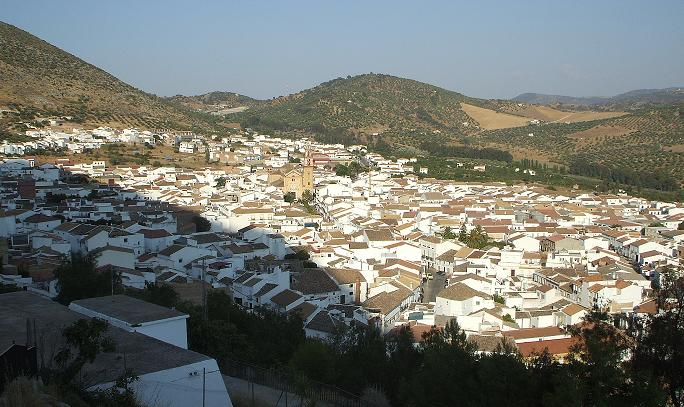
Blick auf Algodonales
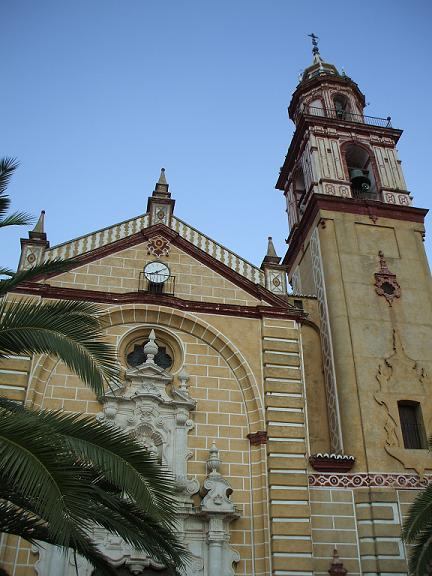
Kirche Santa Ana